# Tobi Schäfer

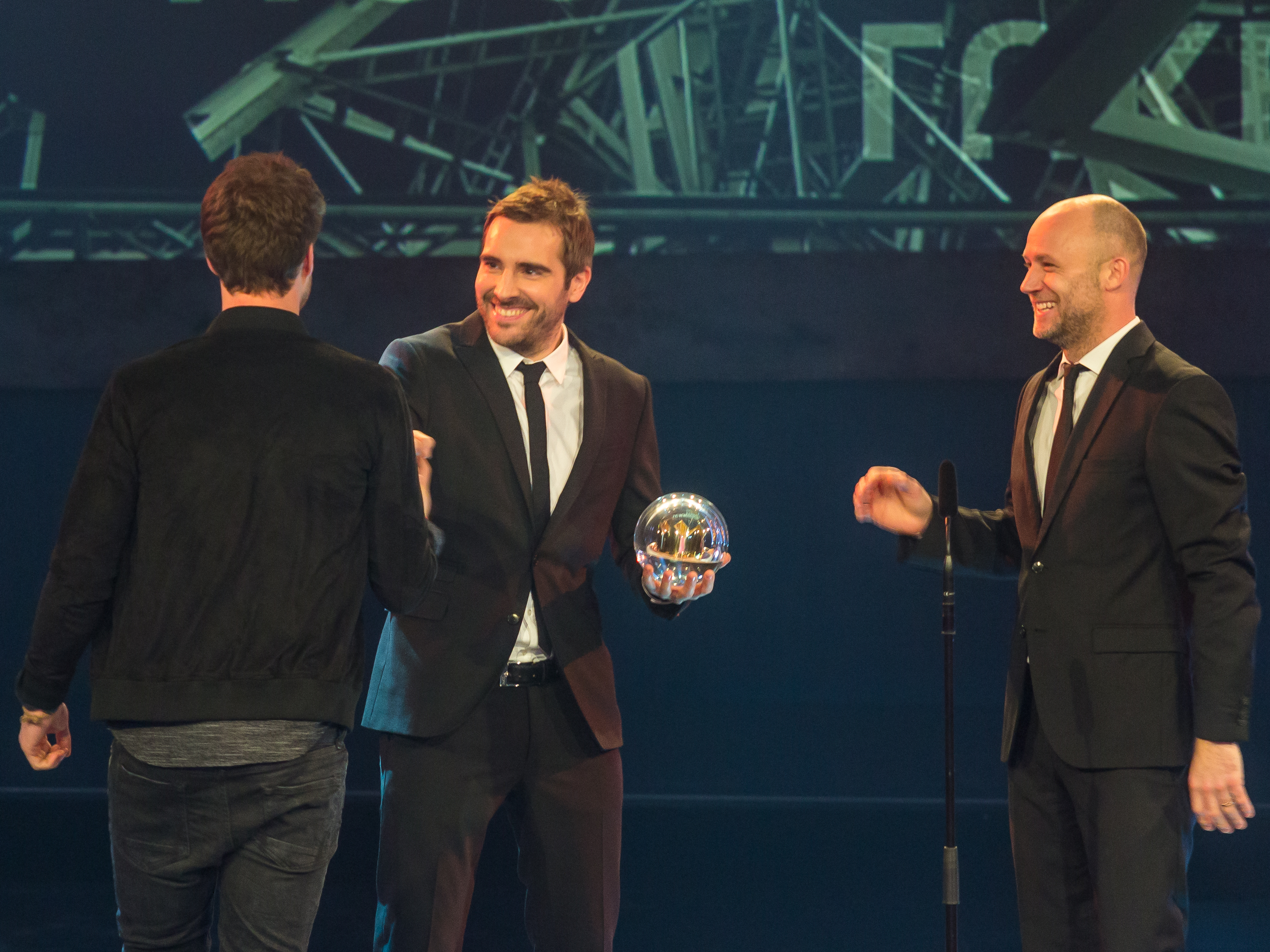
Tobi Schäfer (Mitte) und Andreas Bursche (rechts) überreichen Luke Mockridge die 1 Live Comedy-Krone

Tobias Schäfer (* 21. Juni 1980 in Balve) ist ein deutscher Rundfunkmoderator.
Schäfer begann seine Rundfunklaufbahn beim Uni-Radio in Bochum und bei Radio MK. Anschließend arbeitete er für Dasding in Baden-Baden und YOU FM in Frankfurt am Main. Bis Anfang 2020 moderierte Schäfer bei 1 Live die Morgenshow „Tobi Schäfer und der Bursche“ mit Andreas Bursche, welche montags bis freitags zwischen 5 und 10 Uhr ausgestrahlt wird. Außerdem moderierte er gemeinsam mit Andreas Bursche bis zu deren Einstellung die wöchentlich am Samstag ausgestrahlte Show „Absolut Samstag“. Ebenso führte Schäfer durch die im Jahr 2016 eingestellte Sendung "1Live Elfer" am Montag Abend.
Vor der Bundestagswahl 2017 moderierte Schäfer den Kanzlercheck der jungen Radios der ARD, in dem er Angela Merkel und Martin Schulz interviewte.
Seit Januar 2018 ist Schäfer für das Portal Magenta Sport als Kommentator und Moderator in den Sportarten Eishockey und Fußball tätig.
Am 19. Februar 2020 präsentierte er sich zum ersten Mal als Sportmoderator im ARD-Morgenmagazin. Seit Juli 2021 gehört er zum Moderatorenteam der ARD-Sportschau.